# (9527) 1981 EH23
(9527) 1981 EH23 là một tiểu hành tinh vành đai chính. Nó được phát hiện bởi Schelte J. Bus ở Đài thiên văn Siding Spring gần Coonabarabran, New South Wales, Úc, ngày 3 tháng 3 năm 1981.